# Documentary (秦基博のアルバム)
『Documentary』（ドキュメンタリー）は、秦基博の3枚目のアルバム。

## 解説
- 3か月連続リリースの第3弾。
- オリコンウィークリーチャートで、シングル・アルバム通じて自身初となるTOP3入りを果たした。
- 初回生産限定盤には、ツアー『GREEN MIND 2010』最終公演の模様を収めたDVD付の初回盤Aと、未発表音源やコラボ曲を含む名曲カバー集CD付の初回盤Bの2種類が発売された。
- 2011年1月20日、第3回CDショップ大賞の準大賞を受賞した。[1]
- 2018年のユニバーサルミュージック移籍時に「青の光景」までのアルバムとともに再発された

## 収録曲
1. ドキュメンタリー
2. アイ
  - 9thシングル「アイ」収録
3. SEA
4. oppo
5. 猿みたいにキスをする
  - かせきさいだぁと、大坪加奈が参加している。
  - 12thシングル「水無月」にスタジオライブバージョンが収録されている。
6. Halation
  - 8thシングル「Halation」収録
7. 透明だった世界
  - 10thシングル「透明だった世界」収録
8. 今日もきっと
  - フジテレビ系『めざにゅ〜』テーマソング
9. パレードパレード
10. 朝が来る前に
  - 7thシングル「朝が来る前に」収録
11. Selva
12. アゼリアと放課後
13. メトロ・フィルム(Album ver.)
  - 11thシングル「メトロ・フィルム」収録
  - シングルバージョンとは違いフェードアウトしない形になっている。

### 初回生産限定盤A Disc2(DVD)
- 『GREEN MIND 2010』 2010年5月22日・河口湖ステラシアター

1. Theme of GREEN MIND
2. 休日
3. 季節が笑う
4. 花咲きポプラ
5. 新しい歌
6. やわらかな午後に遅い朝食を
7. 色彩
8. 鱗（うろこ）
9. 夜が明ける
10. 虹が消えた日
11. アイ
12. 今日もきっと
13. フォーエバーソング
14. シンクロ

### 初回生産限定盤B Disc2(CD)
1. ミルクティー（Live at The Room）
  - 原曲：UA
  - 3rdシングル「青い蝶」収録
2. 夜をぶっとばせ
  - 原曲：ORIGINAL LOVE
  - 2ndシングル「鱗（うろこ）」収録
3. 晩夏（ひとりの季節）
  - 原曲：荒井由実
  - 6thシングル「フォーエバーソング」収録
4. そろそろいかなくちゃ（Hata Motohiro ver.）
  - 原曲：スガシカオ
  - 大橋卓弥の1stソロシングル「はじまりの歌」収録
  - 全パートを秦基博が歌ったCD未発表バージョンで収録されている。
5. ラーメン’95 / 秦基博+大橋卓弥（from スキマスイッチ）
  - 原曲：COIL
  - 福耳のアルバム「10th Anniversary Songs〜Tribute to COIL〜」収録
6. 僕の今いる夜は with 槇原敬之
  - 原曲：M&THE RADIODOGS
  - 2ndアルバム『ALRIGHT』収録
7. 眠りの森（Authentic Session with 秦基博） / 冨田ラボ
  - 原曲：冨田ラボ feat. ハナレグミ
  - 冨田ラボの6thシングル「パラレル feat. 秦 基博」収録
8. エイリアンズ（Live at The Room）
  - 原曲：キリンジ
  - 9thシングル「アイ」収録
9. なごり雪（Hata Motohiro ver.）
  - 原曲：伊勢正三
  - 福耳のアルバム「福耳 THE BEST ACOUSTIC WORKS」収録
  - 全パートを秦基博が歌ったCD未発表バージョンで収録されている。
10. 空中ブランコ（Live at 神奈川県民ホール from GREEN MIND vol.1）
  - 原曲：一青窈
  - 2ndアルバム『ALRIGHT』収録曲のライブ音源
  - 秦は、この曲で作曲提供をしている。
11. スローバラード（Live from 美ぎ島 MUSIC CONVENTION IN MIYAKO ISLAND 2009)）
  - 原曲：RCサクセション
  - 未発表音源

## 演奏
『Documentary』
- 秦基博
  - Vocal, Acoustic Guitar
  - Chorus (#3.4.8.11)
- 久保田光太郎
  - Electric Guitar (#1.3.4.5.7.8.9.11.12.13)
  - Chorus (#3.4.5.11)
  - Programming (#5.8)
  - Mandolin (#8)
  - Triangle (#13)
- 伊東ミキオ
  - Piano (#1.8.13)
  - Organ (#1.4.8.12)
  - Wurlitzer (#12)
- 松浦晃久：Electric Guitar, Piano, Wurlitzer, Organ (#2)
- 美久月千晴：Bass (#2.10)
- 小田原豊：Drums (#2)
- 森俊之：Piano (#3.11)
- 鹿島達也
  - Bass (#3.13)
  - Wood Bass (#11)
- 正木健一：Drums, Percussions (#3.11)
- 松田“FIRE”卓己：Bass (#4.7.8.9.12)
- 矢野博康：Drums (#4.7.9.12.13)
- かせきさいだぁ：Lyrics Flow (#5)
- 大坪加奈 from Spangle call Lilli line：Chorus (#5)
- 名越由貴夫：Electric Guitar (#6)
- 皆川真人：Piano, Programming (#6)
- キタダマキ：Bass (#6)
- 松下敦 from ZAZEN BOYS：Drums (#6)
- 金原千恵子ストリングス：Strings (#6)
- 村田昭：Organ (#7)
- 有田純弘：Banjo
- 田邊晋一：Percussions (#8)
- 島田昌典
  - Mellotron (#9)
  - Piano, Reed Organ, Tambourine (#10)
- 狩野良昭：Electric Guitar (#10)
- 坂田学：Drums, Percussions (#10)
- 真部裕ストリングス：Strings (#10)
- 桑野聖ストリングス：Strings (#13)

ボーナスCD
- 秦基博
  - Vocal
  - Acoustic Guitar (#1-5.8.9.10.11)
  - Electric Guitar, Hand Clap (#2)
  - Whistle (#5)
- 鹿島達也
  - Bass (#2)
  - Electric Guitar, Hand Clap (#2)
- 上田禎：Electric Guitar & Organ (#2)
- 佐野康夫：Drums & Percussion (#2)
- 小倉博和
  - Lap Steel Guitar (#3)
  - Acoustic Guitar (#6)
- 武部聡志：Piano (#3.6)
- 浜口茂外也：Percussion (#3)
- 大橋卓弥 (スキマスイッチ)
  - Chorus (#4.5)
  - Acoustic Guitar (#4)
  - Whistle, Piano (#5)
- 槇原敬之：Guest Vocal (#6)
- 冨田恵一：Instruments & Treatments (#7)
- 皆川真人：Electric Piano & Organ (#9)
- 四家卯大：Cello (#10)
- 山崎まさよし：Harmonica (#11)